# Romulea antiatlantica
Romulea antiatlantica là một loài thực vật có hoa trong họ Diên vĩ. Loài này được Maire miêu tả khoa học đầu tiên năm 1933.